# Купаж
Купа́ж (від фр. coupage — суміш) у певному співвідношенні різних виноматеріалів з додаванням у разі необхідності спирту етилового, концентрованого або консервованого сусла з метою надання вину потрібної якості та кондицій. Технологічна операція приготування купажу має назву «купажування».

## Купажування вина
Здійснюють не тільки для отримання купажних вин і для поліпшення смаку, а й для забезпечення його типовості: однорідності вин з урожаїв винограду різних років і відповідності заданим показниками (рівень спирту, цукру, кислотності і т. д.). Купаж може складатися з кількох груп (вино) матеріалів: основні виноматеріали (від 50 % до 100 %), додаткові виноматеріали, одержувані з рідкісних сортів винограду; купажні матеріали: консервоване або спиртоване сусло, і основні матеріали: спирт, вакуум-сусло.

## Купажування меду
Змішування двох-трьох ботанічних сортів меду для покращення його товарного вигляду, смаку та аромату. Цю складну процедуру проводять, тільки зі зрілими натуральними незіпсованими рідкими медами. Перед проведенням К.м. великої партії слід провести змішування вихідних медів в певних пропорціях в малому обсязі. Якщо мед після ретельного перемішування виходить з гарним ароматом і смаком, приступають до купажування меду великої партії. Меди ретельно перемішують вручну або механічними мішалками і дають відстоятися, після чого з його поверхні видаляють піну. Закристалізовані меди обережно нагрівають на водяній бані при температурі не вище 50 °С до повного розплавлення кристалів. Меди з приємним квітковим запахом, ніжним смаком і гарним товарним виглядом купажування не потребують. Продукцію зі слабким запахом, з водянистої сиропоподібної консистенції, з різким смаком змішують з більш ароматними і ніжними на смак медами.